# Saint-Joseph, Martinique
Saint-Joseph är en ort och kommun i Martinique. Den ligger i den centrala delen av Martinique, 7 km nordost om huvudstaden Fort-de-France.